# تبديل الترميز
تبديل الترميز هو تغيير الترميز التناظري إلى آخر تناظري أو الرقمي إلى آخر رقمي، ويبدل في حال عدم ملاءمة الترميز للاستعمال في أحد الأجهزة ولتقليص حجم الملف وغير ذلك.[./Transcoding#cite_note-SMP-1] 

## املاحظات
1. ↑  "Advancements in Compression and Transcoding: 2008 and Beyond",
   Society of Motion Picture and Television Engineers (SMPTE),
   2008, webpage: SMPTE-spm. نسخة محفوظة 20 مايو 2019 على موقع واي باك مشين.